# Cyclophyllum novoguineensis
Cyclophyllum novoguineensis är en måreväxtart som först beskrevs av Friedrich Anton Wilhelm Miquel, och fick sitt nu gällande namn av Aaron Paul Davis och Markus Ruhsam. Cyclophyllum novoguineensis ingår i släktet Cyclophyllum och familjen måreväxter. Inga underarter finns listade i Catalogue of Life.